# Michele Ciani
Michele Ciani (Pienza, 1720 – dopo il 1805) è stato un economista, giurista e funzionario italiano del Granducato di Toscana.

## Biografia
Nato a Pienza intorno al 1720 in una famiglia di proprietari terrieri, fu avvocato e si interessò presto di studi di carattere agricolo-economico. Il 13 dicembre 1753 venne ammesso all'Accademia dei Georgofili di Firenze e nel 1765, mentre si trovava a svolgere l'incarico di giudice del concistoro di Siena, scrisse una memoria intitolata Della Maremma senese, che riscosse un certo interesse negli ambienti governativi toscani.  Lo scritto analizzava i problemi storico-sociali della Maremma, individuando nella politica coloniale dei Medici le cause del declino di quel territorio e asserendo la necessità di progetti di bonifica e ripopolamento e di riforme economiche.
Il granduca Pietro Leopoldo di Lorena lo impiegò nell'organizzazione della Deputazione sopra gli affari della Maremma senese, commissione che predispose la suddivisione dello Stato di Siena in una provincia superiore, con capoluogo Siena, e in una provincia inferiore, con capoluogo Grosseto. In questo modo, l'autorità sui territori maremmani dipendeva direttamente dal governo granducale, senza la presenza di enti intermedi, e poté essere più velocemente avviata tutta una serie di riforme a favore di quelle terre. Nell'aprile 1766, lo stesso Ciani venne nominato auditore della provincia inferiore con obbligo di residenza a Grosseto.
Nel 1768 entrò a far parte Deputazione della statistica industriale, con l'incarico di stendere una relazione sulle arti e manifatture di Siena: al termine dei lavori della commissione, tutte le antiche arti e corporazioni senesi furono soppresse e al loro posto venne creata la Camera di commercio, delle arti e delle manifatture.
Esonerato dall'obbligo di residenza a Grosseto, si trasferì a Firenze, dove aveva sposato la senese Teresa Bandiera, pur continuando a svolgere le sue funzioni di auditore della provincia inferiore. Nella capitale toscana fu dal 1771 al 1775 deputato legale alla Camera di commercio e nel 1773 compilò il nuovo statuto dell'Accademia dei Georgofili, alla quale era stata unita la Società botanica.
Influenzato dalle letture degli Errori popolari e dell'Economia nazionale di Giammaria Ortes, instaurò con questi un rapporto di amicizia a partire dal 1776, come dimostrato dal fitto epistolario, dove spesso si ritrovava a chiedere consigli all'economista veneziano su questioni legate alla sua attività di funzionario granducale. In favore all'amico, curò le pubblicazioni delle sue opere a Firenze presso lo stampatore Giuseppe Allegrini.
Nel 1781 fu nominato conservatore delle leggi e luogotenente fiscale, mentre nel 1784 divenne auditore di consulta. Dal 1789 al 1792 fu direttore del gruppo di stesura del nuovo codice civile. Nel gennaio 1790 divenne consigliere di Stato e nel mese di febbraio fece parte della reggenza del granducato. Nel 1793 venne nominato presidente della Consulta regia dal granduca Ferdinando III.
Non ci sono più testimonianze dell'attività di Ciani dopo il 1805. Secondo Paolini, morì all'età di novantaquattro anni, quindi presumibilmente intorno al 1814.

## Opere
- De' mezzi per impiegare i mendichi in vantaggio dell'agricoltura e delle arti (1771)
- Estratto del Discorso economico dell'arcidiacono Salustio Antonio Bandini (1775)
- Statistica economica normale (1804)
- Disegno dell'economia nazionale toscana (1805)